# Luke Le Roux
Luke Le Roux, né le 10 mars 2000 à Stellenbosch en Afrique du Sud, est un footballeur international sud-africain qui évolue au poste de milieu central au Portsmouth FC.

## Biographie

### En club
Né à Stellenbosch en Afrique du Sud, Luke Le Roux est formé par le Ikapa Sporting F.C. (en) avant de rejoindre le Supersport United. Mais il commence sa carrière au Stellenbosch FC, où il est prêté. Il joue son premier match en professionnel lors d'une rencontre de coupe d'Afrique du Sud face au Mbombela United F.C. (en) le 12 décembre 2017. Il entre en jeu et son équipe s'impose par trois buts à zéro.
Le 3 février 2020, Luke Le Roux rejoint la Suède afin de s'engager en faveur du Varbergs BoIS, tout juste promu en première division. Il signe un contrat de quatre ans, soit jusqu'en décembre 2023.
Il fait sa première apparition dans l'Allsvenskan, l'élite du football suédois, le 15 juin 2020, à l'occasion de la première journée de la saison 2020 face au Helsingborgs IF. Il entre en jeu à la place d'Albin Winbo (en) et son équipe s'impose par trois buts à zéro.
Le Roux inscrit son premier but pour le Varbergs BoIS le 31 août 2022, lors d'une rencontre de coupe de Suède face au Ljungskile SK. Il participe ainsi à la victoire de son équipe par quatre buts à zéro.
Le 23 août 2023, Luke Le Roux rejoint les Pays-Bas afin de s'engager en faveur du FC Volendam. Il signe un contrat de trois ans, soit jusqu'en juin 2026.

### En sélection
Luke Le Roux honore sa première sélection avec l'équipe nationale d'Afrique du Sud le 24 septembre 2022, contre la Sierra Leone. Il est titularisé et son équipe s'impose par quatre buts à zéro.